# Vandenberg AFB Launch Facility 24
Vandenberg AFB Launch Facility 24 (LF-24) ist ein Raketensilo auf der Vandenberg Air Force Base in Kalifornien, USA.
Das Silo wurde in den 1960er und zu Beginn der 1970er Jahre zu Forschungs- und Erprobungsstarts der Minuteman-Rakete verwendet.

## Startliste
| Datum             | Zeit (UTC) | Raketentyp  | Nutzlast         | Anmerkungen         |
| ----------------- | ---------- | ----------- | ---------------- | ------------------- |
| 16. Dezember 1965 |            | Minuteman 2 | Minuteman 2 2017 | Erprobungsflug      |
| 1. August 1966    |            | Minuteman 2 | Minuteman 2 2061 | Testflug            |
| 19. Mai 1967      |            | Minuteman 2 | Minuteman 2 2122 | ST Olympic Trials 2 |
| 21. Oktober 1967  |            | Minuteman 2 | Minuteman 2 2445 | ST Olympic Trials 4 |
| 23. Dezember 1967 |            | Minuteman 2 | Minuteman 2 2457 | ST Olympic Trials 5 |
| 2. Februar 1968   | 10:17      | Minuteman 2 | Minuteman 2 2464 | ST Olympic Trials 8 |
| 11. Juni 1969     | 13:15      | Minuteman 2 | OT GT11F         | Testflug            |
| 21. August 1969   |            | Minuteman 2 | OT GT17F         | Testflug            |
| 13. Oktober 1969  |            | Minuteman 2 | OT GT22F         | Testflug            |
| 21. April 1970    |            | Minuteman 2 | OT GT48F         | Testflug            |
| 9. Juli 1970      |            | Minuteman 2 | OT GT66F         | Testflug            |
| 3. Februar 1971   |            | Minuteman 2 | FOT GT101F       | Testflug            |
| 19. Mai 1971      | 06:20      | Minuteman 2 | FOT GT105F       | Testflug            |